# Azijsko-pacifička ekonomska saradnja
Azijsko-pacifička ekonomska saradnja (engl. Asia-Pacific Economic Cooperation, skraćenica: APEC) je forum na kojem učestvuju 21 zemlja sa liste Pacifički obruč. Saradnja je uspostavljena 1989. godine, kao odgovor na rast međuzavisnosti između ekonomija sa obe strane azijsko-pacifičkog obruča, kada su već postojali neki trgovinski blokovi u svetu. Jedan od razloga jeste strah da visoko-industrijalizovani Japan (član Grupe 8) ne ostvari preveliku dominaciju u tom delu sveta; kao i da se formira novo tržište poljoprivrednih sirovina i proizvoda izvan Evrope, gde je potražnja bila zasićena. Ova organizacija nastoji da obezbedi podizanje životnog standarda i nivo obrazovanja kroz održiv ekonomski rast i da podstakne cilj zajedništva i poštovanje interesa svih zemalja sa obe strane Pacifika. Ima za cilj da APEC ekonomijama omogući istraživanje novih tržišnih mogućnosti za izvoz prirodnih resursa kao što su gas. Da podstaknu strane investicije u svoje zemlje i sl. Članice ove organizacije čine 40% od ukupne svetske populacije, 54% svetskog bruto društvenog proizvoda i oko 44% svetske trgovine. Mesto održavanja sastanka menja se svake godine među zemljama članicama, podrazumeva se da gosti obuku nacionalni kostim zemlje domaćina. Na sastanak dolaze predsednici vlada zemalja članica, izuzev Republike Kine koja šalje izaslanika u rangu ministra, obično zaduženog za ekonomska pitanja.
Sa sedištem u Singapuru, APEC je prepoznat kao jedan od najviših multilateralnih blokova i najstarijih foruma u azijsko-pacifičkom regionu i ima značajan globalni uticaj.
APEC ima tri zvanična posmatrača: sekretarijat Asocijacije zemalja jugoistočne Azije, Savet za pacifičku ekonomsku saradnju i sekretarijat Foruma pacifičkih ostrva. Smatra se da je APEC-ova domaća privreda godine na prvom mestu pozvana za geografsko predstavljanje da prisustvuje sastancima G20 u skladu sa smernicama G20.

## Trenutno članstvo
| Ekonomija članica: | Debitovao u organizaciji: |
| ------------------ | ------------------------- |
| Australija         | 1989                      |
| Brunej             | 1989                      |
| Kanada             | 1989                      |
| Indonezija         | 1989                      |
| Japan              | 1989                      |
| Južna Koreja       | 1989                      |
| Malezija           | 1989                      |
| Novi Zeland        | 1989                      |
| Filipini           | 1989                      |
| Singapur           | 1989                      |
| Tajland            | 1989                      |
| SAD                | 1989                      |
| Hong Kong          | 1991                      |
| Republika Kina     | 1991                      |
| Kina               | 1991                      |
| Meksiko            | 1993                      |
| Papua Nova Gvineja | 1993                      |
| Čile               | 1994                      |
| Peru               | 1998                      |
| Rusija             | 1998                      |
| Vijetnam           | 1998                      |

## Moguće proširenje
Indija je zatražila članstvo u APEC-u i dobila je početnu podršku od Sjedinjenih Država, Japana, Australije i Papue Nove Gvineje. Zvaničnici su odlučili da ne dozvole pridruživanje Indiji iz različitih razloga, uključujući i činjenicu da se Indija ne graniči sa Tihim okeanom, što sve sadašnje članice imaju zajedničko. Međutim, Indija je prvi put pozvana da bude posmatrač u novembru 2011. godine.
Bangladeš, Pakistan, Šri Lanka, Makao, Mongolija, Laos, Kambodža, Kostarika, Kolumbija, Panama, i Ekvador, su među desetak drugih ekonomija koje su se prijavile za članstvo u APEC-u. Kolumbija je podnela zahtev za članstvo u APEC-u još 1995. godine, ali je njena ponuda zaustavljena pošto je organizacija prestala da prima nove članove od 1993. do 1996. godine, a moratorijum je dodatno produžen do 2007. zbog Azijske finansijske krize 1997. godine. Guam je takođe aktivno tražio odvojeno članstvo, navodeći primer Hongkonga, ali se tom zahtevu protive Sjedinjene Države, koje trenutno predstavljaju Guam.

## Olakšavanje poslovanja
Kao regionalna organizacija, APEC je uvek igrao vodeću ulogu u oblasti reformskih inicijativa u oblasti olakšavanja poslovanja. Akcioni plan APEC-a za olakšice trgovine (TFAPI) doprineo je smanjenju troškova poslovnih transakcija u regionu od 6% između 2002. i 2006. Prema projekcijama APEC-a, troškovi obavljanja poslovnih transakcija biće smanjeni za još 5% između 2007. i 2010. U tom cilju, usvojen je novi Akcioni plan za olakšice trgovine. Prema izveštaju istraživanja iz 2008. koji je objavila Svetska banka kao deo svog Projekta o troškovima trgovine i olakšicama, povećanje transparentnosti u trgovinskom sistemu regiona je od ključnog značaja ako APEC želi da ispuni svoje Bogorske ciljeve. APEC posnova putna karta, putna isprava za poslovna putovanja bez vize u regionu, jedna je od konkretnih mera za olakšavanje poslovanja. U maju 2010. Rusija se pridružila šemi i tako zaokružila krug.

## Godišnji samiti
Svake godine se održava samit na kojem se svi lideri zemalja članica okupljaju kako bi razgovarali o finansijskim načinima za poboljšanje trgovine jedni između drugih, domaćin zemlje je samo 1 od članica, nasumično odlučeno:
| #                    | Datum samita sa godinom:       | Zemlja samita:     | Seoski grad:                |
| -------------------- | ------------------------------ | ------------------ | --------------------------- |
| 1-ta                 | 6–7 novembar 1989              | Australija         | Kanbera                     |
| 2-ta                 | 29–31 jul 1990                 | Singapur           | Singapur                    |
| 3-ta                 | 12–14 novembar 1991            | Južna Koreja       | Seul                        |
| 4-ta                 | 10–11 septembar 1992           | Tajland            | Bangkok                     |
| 5-ta                 | 19–20 novembar 1993            | SAD                | Ostrvo Blejk                |
| 6-ta                 | 15–16 novembar 1994            | Indonezija         | Bogor                       |
| 7-ta                 | 18–19 novembar 1995            | Japan              | Osaka                       |
| 8-ta                 | 24–25 novembar 1996            | Filipini           | Šubić                       |
| 9-ta                 | 24–25 novembar 1997            | Kanada             | Vankuver                    |
| 10-ta                | 17–18 novembar 1998            | Malezija           | Kuala Lumpur                |
| 11-ta                | 12–13 septembar 1999           | Novi Zeland        | Okland                      |
| 12-ta                | 15–16 novembar 2000            | Brunej             | Bandar Seri Begavan         |
| 13-ta                | 20–21 oktobar 2001             | Kina               | Šangaj                      |
| 14-ta                | 26–27 oktobar 2002             | Meksiko            | Los Kabos                   |
| 15-ta                | 20–21 oktobar 2003             | Tajland            | Bangkok                     |
| 16-ta                | 20–21 novembar 2004            | Čile               | Santiago                    |
| 17-ta                | 18–19 novembar 2005            | Južna Koreja       | Busan                       |
| 18-ta                | 18–19 novembar 2006            | Vijetnam           | Hanoj                       |
| 19-ta                | 8–9 septembar 2007             | Australija         | Sidnej                      |
| 20-ta                | 22–23 novembar 2008            | Peru               | Lima                        |
| 21-ta                | 14–15 novembar 2009            | Singapur           | Singapur                    |
| 22-ta                | 13–14 novembar 2010            | Japan              | Yokohama                    |
| 23-ta                | 12–13 novembar 2011            | SAD                | Honolulu                    |
| 24-ta                | 9–10 septembar 2012            | Rusija             | Vladivostok                 |
| 25-ta                | 5–7 oktobar 2013               | Indonezija         | Bali                        |
| 26-ta                | 10–11 novembar 2014            | Kina               | Peking                      |
| 27-ta                | 18–19 novembar 2015            | Filipini           | Pasay                       |
| 28-ta                | 19–20 novembar 2016            | Peru               | Lima                        |
| 29-ta                | 10–11 novembar 2017            | Vijetnam           | Da Nang                     |
| 30-ta                | 17–18 novembar 2018            | Papua Nova Gvineja | Port Morsby                 |
| 31-ta (prvobitno)    | 16–17 novembar 2019 (otkazano) | Čile               | Santiago                    |
| 31-ta (kompenzaciju) | 20 novembar 2020               | Malezija           | Kuala Lumpur (online samit) |
| 32-ta                | 16 jul i 12 novembar 2021      | Novi Zeland        | Okland (online samit)       |
| 33-ta                | 18–19 novembar 2022            | Tajland            | Bangkok                     |
| 34-ta                | 15–17 novembar 2023            | SAD                | San Francisko               |
| 35-ta                | 10–16 novembar 2024            | Peru               | Куско                       |

## Literatura
- Fazzone, Patrick B. (2012). „The Trans-Pacific Partnership—Towards a Free Trade Agreement of Asia Pacific?”. Georgetown Journal of International Law. 43 (3): 695—743. ISSN 1550-5200.
- Alkan, Abdulkadir (2014). „APEC 2014: Better diplomatic ties for better economic relations”. Daily Sabah.

## Spoljašnje veze
- Asia-Pacific Economic Cooperation
- Congressional Research Service (CRS) Reports regarding APEC